# Isaac Kimeli
Isaac Kimeli (Uasin Gishu, Kenia, 9 de marzo de 1994) es un deportista belga de origen keniano que compite en atletismo, especialista en las carreras de mediofondo y de campo a través.
Ganó una medalla de plata en el Campeonato Europeo de Atletismo en Pista Cubierta de 2021 y dos medallas de bronce en el Campeonato Europeo de Atletismo en Ruta de 2025. En la modalidad de campo a través, obtuvo tres medallas en el Campeonato Europeo de Campo a Través entre los años 2018 y 2022.
Participó en dos Juegos Olímpicos de Verano, en los años 2020 y 2024, ocupando el octavo lugar en París 2024, en la prueba de 5000 m.

## Palmarés internacional
| Campeonato Europeo en Pista Cubierta | Campeonato Europeo en Pista Cubierta | Campeonato Europeo en Pista Cubierta | Campeonato Europeo en Pista Cubierta |
| Año                                  | Lugar                                | Medalla                              | Prueba                               |
| ------------------------------------ | ------------------------------------ | ------------------------------------ | ------------------------------------ |
| 2021                                 | Toruń (Polonia)                      | Medalla de plata                     | 3000 m                               |
| Campeonato Europeo en Ruta           |                                      |                                      |                                      |
| Año                                  | Lugar                                | Medalla                              | Prueba                               |
| 2025                                 | Bruselas/Lovaina (Bélgica)           | Medalla de bronce                    | 10 km                                |
| 2025                                 | Bruselas/Lovaina (Bélgica)           | Medalla de bronce                    | 10 km por equipo                     |

| Campeonato Europeo | Campeonato Europeo     | Campeonato Europeo | Campeonato Europeo |
| Año                | Lugar                  | Medalla            | Prueba             |
| ------------------ | ---------------------- | ------------------ | ------------------ |
| 2018               | Tilburg (Países Bajos) | Medalla de plata   | Individual         |
| 2019               | Lisboa (Portugal)      | Medalla de plata   | Equipo             |
| 2022               | La Mandria (Italia)    | Medalla de bronce  | Individual         |